# بگا
بگای مقدس (همچنین بگو، بگه) (درگذشتهٔ ۱۷ دسامبر ۶۹۳ میلادی) دختر پپن لانده، شهردار کاخ اوسترازیا، و همسرش ایتای مس بود.
به‌دنبال درگذشت شوهرش، آنسگیزل، او حجاب گرفت، هفت کلیسا، و یک صومعه در آندن بر روی رود موز ایجاد کرد، جایی که او بقیهٔ روزهای خود را به‌عنوان یک راهبه گذارند.
او در کلیسای دانشکدهٔ مقدس به خاک سپرده شد.سپرده‌شد.